# Ruta nacional PE-34
La ruta nacional PE-34 es la denominación que se le conoce a la ruta transversal ubicada en el sur del Perú. Tiene una longitud de 57.96 km de vía asfaltada. La vía recorre el departamento de Arequipa. Desde el empalme Panamericana Sur hasta el Puerto de Matarani.